# Preciada Azancot
Preciada Azancot Medina (Fez, 25 de marzo de 1943 - 5 de mayo de 2017) fue una doctora en Derecho Internacional y máster en Ciencias Políticas y en Relaciones Internacionales española. Fue creadora del MAT (metamodelo de análisis transformacional) en ciencias humanas, y de la corriente pictórica en óleo expresionismo transformacional. También ingeniera en Organización y Métodos, y psicóloga en análisis transaccional (el sistema ideado por el canadiense Eric Berne). Como escritora, Preciada Azancot publicó 18 libros sobre el MAT.

## Biografía
Nació en Fez, donde sus padres estaban refugiados para escapar de la persecución nazi, petainista y franquista, ya que su padre ―Moisés H. Azancot― era gran maestre de la masonería (grado 33 de la Gran Logia de Francia), había escrito libros y artículos denunciando la barbarie nazi y era buscado para ser fusilado por los nazis y sus aliados. Tras la guerra, vivió en Casablanca hasta 1948 en que sus padres, ambos oriundos de Tánger, la llevaron a vivir allí. Se crio en la Tánger internacional de la época hasta su matrimonio en 1962 en que se trasladó a Rabat para vivir con su esposo Haïm Benisty, alto funcionario del gobierno hachemita. Allí tuvo dos hijos (Gad y Daniel) y se licenció y doctoró en derecho internacional, publicando en universidades homologadas por Burdeos así como estudiando en la Academia de Bellas Artes. En 1973, una vez divorciada, se trasladó a París y trabajó como ingeniera de organización y métodos en SERETES (rama consultora de SERETE, firma de ingeniería más importante de Francia). En 1976 se fue a vivir a Caracas donde dirigió los procesos de cambio estratégico de varios bancos venezolanos al tiempo que estudiaba durante cinco años Análisis Transaccional y se graduó como Miembro Especial Avanzado de la ALAT (Asociación Latinoamericana de Análisis Transaccional).
En 1984 conoció al que sería su segundo esposo, el novelista y periodista Leopoldo Azancot (1935-2015) y se marchó a vivir con él a Madrid donde optó por la nacionalidad española en honor a sus propias raíces sefardíes y en la que permaneció hasta el año 2008. Desde entonces, atraída por la costa alicantina que le recordaba ―tanto por su paisaje como por su multiculturalidad― al Tánger internacional de su infancia, decidió instalarse a cinco metros de las olas, para cerrar un ciclo vital y abrir otro.
Entre el año 1980 a 1982, descubrió y desarrolló el MAT y tras experimentarlo sobre más de 50.000 casos y comprobar la exactitud de sus leyes y la idoneidad de sus postulados y resultados comenzó a escribirlo y a registrarlo como propiedad intelectual en sus más de veinte libros escritos así como en sus múltiples cursos creados para la formación de Masters MAT, asesores, instructores, docentes, analistas y académicos en la Escuela MAT de Dirigentes, de tradición socrática que fundó en 1987 y en la cual formaba a sus alumnos en convertirse en dirigentes integrales de su propia vida y en profesionales del MAT. El Club Meteoro, que fundó igualmente, se ocupa de formar a niños de entre 7 a 11 años en ser expertos en emociones auténticas para ser pequeños líderes felices y amigos-socios de sus padres que estudian en paralelo, al mismo tiempo que ellos, cuales son el talento y la vocación personal y peculiar de sus hijos para saber potenciar lo mejor de ellos. En 2003 fundó la empresa consultora MAT21 (hoy, MAT-Cachet) de la que fue presidenta.
También investigó en el Hospital de la Princesa de Madrid con el MAT en relación con la detección de patrones emocionales de conducta que favorecen ciertas enfermedades de alto riesgo tales como la cardiopatía, el cáncer, la neumopatía, la neuropatía y las enfermedades nutricionales. Dichos resultados fueron presentados en mayo de 2010 en un acto solemne patrocinado por los laboratorios Pfizer y presentado por el Decano de la Facultad de Medicina y el presidente del Ilustre Colegio de médicos de Zaragoza a más de 180 médicos que estimaron dichos resultados como siendo un nuevo paradigma en las ciencias de la salud.
Desde el año 1986 Preciada Azancot desarrolló también en otra faceta de su personalidad, como artista plástica (pintora) y realizó diversas exposiciones individuales en prestigiosas galerías de Madrid, Barcelona y en museos y fundaciones tales como el Museo de Bellas Artes de Santander y la fundación Caja Madrid de Barcelona o la Casa de Isaac el Cec en Gerona. Preciada es la creadora de una nueva corriente plástica, el "Expresionismo Transformacional", con abundantes ejemplos de retratos de grandes compositores.

## Obra escrita

### Los libros de la serie científica
- Metamodelo de análisis transformacional (1ª edición). Madrid: Lynx International Business Center. 1988. OCLC 431879832.
- MAT, la ciencia del dirigente del siglo XXI (1ª edición). Madrid: Mat 21 Partners. 2004. ISBN 9788460909552.
- El esplendor de lo humano (1ª edición). Madrid: Mat 21 Partners. 2004. ISBN 9788460936602. Traducido al inglés como The splendor of the human being (2011)
- El dirigente civilizador : la dirección empresarial y nacional MAT : una nueva alternativa para organizar el liderazgo y el management (1ª edición). Madrid: Mat 21 Partners. 2006. ISBN 9788460986065.
- El estratega pacificador : el MAT aplicado a la reconquista de la autonomía como totalidad futurizante (1ª edición). Madrid: Mat 21 Partners. 2006. ISBN 9788461118656.
- Metametodología MAT de la innovación y de la creación (1ª edición). Madrid: Mat 21 Partners. 2007. ISBN 9788461174805.
- Librarse de las enfermedades y de paso, aterrizar en la sensatez (1ª edición). Alicante: Tulga3000. 2011. ISBN 9788493887803.

### Los libros de la saga emocional
- El libro de tu seguridad o cómo hacer retroceder el miedo (escrito en forma de diario). Traducido al inglés.
- El libro de tu desarrollo o cómo eliminar la tristeza (escrito en forma de correspondencia).
- El libro de tu justicia o cómo erradicar la rabia (escrito en forma de manifiesto y debate).
- El libro de tu estatus o cómo conquistar el orgullo (escrito en forma de novela).
- El libro de tu pertenencia o cómo obtener el amor (escrito en forma de teatro).
- El libro de tu plenitud o cómo instalarse en la alegría (escrito en forma de poesía épica).
- Sociópatas de cercanías (escrito en forma de poesía satírica).[21]

### Cuentos y novelas cortas
- Cuentos de la abuela.[22]

- La niña que hacía reír a Dios. Traducido al inglés.[23]

- Chispazos, autobiografía temática (no publicado).
- Diario Parcial (no publicado).
- Diario Integral (no publicado).
- Diario de Arte, el amor nunca duerme (no publicado).

## Otras referencias
- Juan Manuel Soto (abril de 2006). «A cada persona, su puesto ideal».  En Espedial Directivos, ed. Capital Humano, nº198. Consultado el 29 de septiembre de 2016.
- Marta Flores (4 de abril de 2006). «Ingeniería emocional». Woman.es. Archivado desde el original el 12 de enero de 2012. Consultado el 23 de diciembre de 2010.
- Raquel Goig (25 de junio de 2008). «¿Cómo descubrir su vocación profesional?». Expansionyempleo.com. Archivado desde el original el 12 de enero de 2012. Consultado el 23 de diciembre de 2010.

- Dionisio Contreras Casado (22 de octubre de 2010). «Vocación profesional». Consultado el 21 de noviembre de 2010.

- Azancot Medina, Preciada (abril  de 2007). «Principales "luces y sombras" de los perfiles profesionales españoles vista por el MAT».  En Espedial Directivos, ed. Capital Humano (Universidad Complutense de Madrid) (209 (año XX)): 92-102. ISSN 1130-8117.

- Azancot Medina, Preciada (abril  de 2007). «Principales "luces y sombras" de los perfiles profesionales españoles vista por el MAT».  En Espedial Directivos, ed. Capital Humano (Universidad de La Rioja) (209 (año XX)): 92-102. ISSN 1130-8117.